# Charaxes zoolina
Charaxes zoolina är en fjärilsart som beskrevs av John Obadiah Westwood 1850. Charaxes zoolina ingår i släktet Charaxes och familjen praktfjärilar. Inga underarter finns listade i Catalogue of Life.

## Bildgalleri

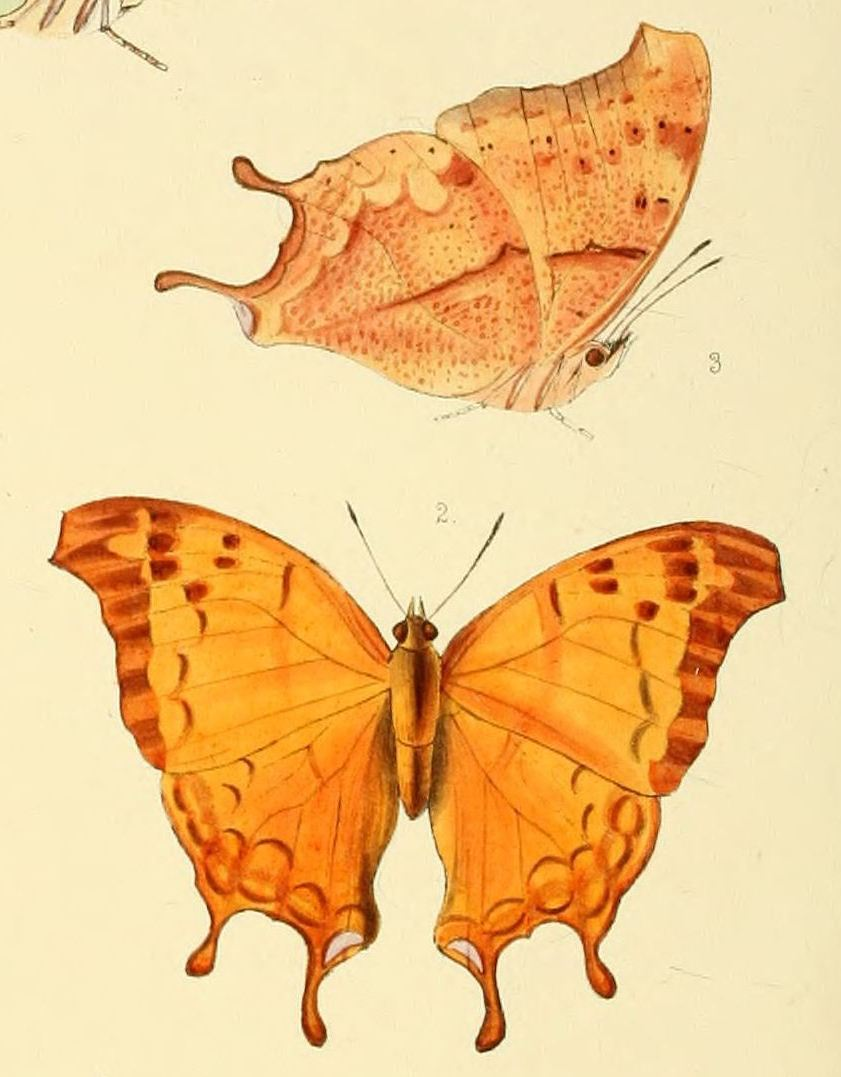